# NGC 5211
NGC 5211 је спирална галаксија у сазвежђу Девица која се налази на NGC листи објеката дубоког неба.
Деклинација објекта је - 1° 2' 9" а ректасцензија 13h 33m 5,3s. Привидна величина (магнитуда) објекта NGC 5211 износи 12,8 а фотографска магнитуда 13,6. NGC 5211 је још познат и под ознакама UGC 8530, MCG 0-35-9, CGCG 17-21, IRAS 13305-0046, PGC 47709.